# Chris Reslock
Chris Reslock (Valley City (Dakota del Nord), 1953) è un giocatore di poker statunitense.

## Poker
I risultati più degni di nota includono la vittoria nel 2005 del torneo
del circuito delle WSOP per $335,235, nel quale batte John Juanda all'heads-up e la vittoria di un braccialetto alle WSOP del 2007 nel torneo $5,000 World Championship seven-card stud per $258,453, nel cui tavolo finale ha avuto a che fare con giocatori come Marco Traniello e Phil Ivey, che poi ha sconfitto in heads-up.
Nel 2006 finisce in quarta posizione nel Tournament of Champions delle WSOP, evento che è stato vinto da Mike Sexton. 
Alle WSOP del 2007 si è classificato quindicesimo nel torneo $50,000 H.O.R.S.E. per $88,800.
Al 2015 le sue vincite nei tornei live superano i $1,917,552, di cui $422,464 grazie ai piazzamenti a premio alle WSOP.

## Braccialetti delle WSOP
| Anno | Torneo                 | Premio   |
| ---- | ---------------------- | -------- |
| 2007 | $5,000 Seven Card Stud | $258,453 |